# Twin Peaks
A Twin Peaks az 1990-es évek egyik legsikeresebb amerikai televíziós sorozata, amit David Lynch és Mark Frost készített. Dramaturgiai értelemben és művészi igényességét tekintve is reveláció a televíziós sorozatkészítés történetében.
Első epizódja 1990. április 8-án került adásba az ABC csatornán a Sunday Night Movie (vasárnapi filmest) keretein belül. Az első rész sikerét további hét epizód követte, majd egy 22 részből álló második évadot is berendeltek, azonban a csökkenő nézettség miatt elkaszálták, és az utolsó két epizód egyszerre került adásba 1991. június 10-én. Angelo Badalamenti kísérőzenéje szintén meghatározó állomás a televíziózásban; hamarosan a sorozattól független, önálló sikerpályát futott be.
A sorozatot a mozivásznon a Twin Peaks – Tűz, jöjj velem! követte, mely egy előzményfilmnek tekinthető. Több mint 25 éves hiátus után a sorozat folytatódott 2017-ben a Showtime csatornán tizennyolc résszel, melyek közül mindnek a forgatókönyvét az eredeti alkotók, Mark Frost és David Lynch írta, utóbbi rendezte. Az eredeti sorozatból számos színész visszatért, köztük Kyle MacLachlan is.

## Cselekmény

### Első évad
„Diane, 6 óra, február 24. Újabb holttestet találtak Washington államban. Fiatal nő műanyag lepelbe csavarva. Úton vagyok egy kisvárosba. Hogy is hívják? Twin Peaks.”

–  Hatodik rész, negyedik fejezet, Dale Cooper naplója – Ahogyan Scott Frost hallotta, ford. Tótisz András, 1. kiadás, Fabula Könyvkiadó, 217. o. (1992). ISBN 9637885579

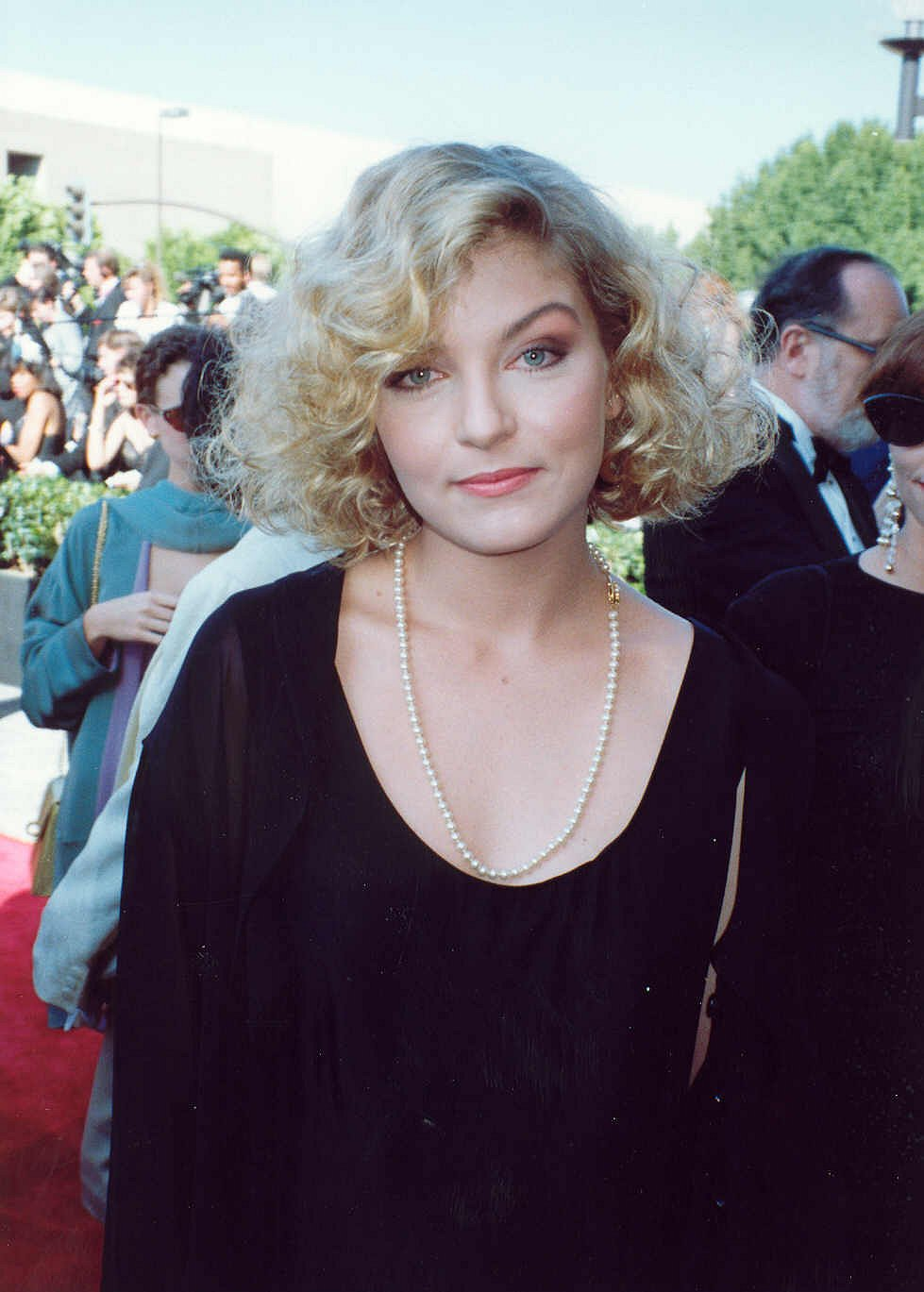
Az első évad középpontjában Laura Palmer rejtélyes meggyilkolása áll. A képen Sheryl Lee látható 1990-ben.

1989. február 24-én a favágó Pete Martell egy meztelen, nejlonba csavart holttestet talál  egy folyó partján Washington Államban, a világvégi Twin Peaks városán kívül. Harry S. Truman seriff, a helyettesei és Dr. Will Hayward a holttestet a helyi iskola bál- és szépségkirálynőjeként, Laura Palmerként azonosítja. Egy másik, súlyosan sérült lány, Ronette Pulaski amnéziától szenvedve kerül elő, és esik kómaközeli állapotba.

„Diane, 11:30, február 24. Most érek be Twin Peaksbe. A városka 5 mérföldre van a kanadai határtól délnyugatra. Soha életemben nem láttam még ennyi fenyőfát. Ha választhatok, inkább itt vagyok, mint Philadelphiában. 12 °C, az ég enyhén felhős. A rádió azt mondta, esni fog. Engem biztosan nem fizetnének, ha az esetek 60%-ában tévednék. Sebesség: 130 km/h, üzemanyag lassan kifogy. Rögtön tankolnom kell, amint beérek a városba. Ne felejtsem el bemondani, mennyi. A reggeli $6,31 volt a Lamplighter Innben, ami a kettesen van Lewis Fork mellett. Ettem egy tonhalas szendvicset, egy meggyes pitét, és ittam egy kávét. Isteni volt. Ha valaha erre jársz, kóstold meg ezt a meggyes pitét. Oké, a pasas, akivel találkozom, a seriff, Harry Truman. Nem is olyan nehéz megjegyezni. A Calhoun Kórházban fog várni rám. Az intenzív osztályra megyünk, hogy megnézzük azt a lányt, aki a síneken botorkált le a hegyről. Ha ott végeztem, kiveszek egy szobát valahol, a seriff biztosan tud egy tiszta helyet elfogadható áron. Ez kell nekem: tisztaság, elfogadható ár. Ja, majdnem elfelejtettem: meg kéne tudni, milyenfajta fenyők ezek. Fantasztikusak!”

– Dale Cooper FBI-ügynök a diktafonjába

Dale Cooper különleges FBI-ügynököt hívják a gyilkosság helyszínére nyomozni. Cooper a nyomozás kezdetén egy apró, nyomtatott „R”-betűt talál Laura holttestének körme alatt. Cooper tájékoztatja a város lakóit, hogy Laura halála megegyezik egy másik, előző évi gyilkossággal, aminek az áldozata egy délnyugat-washingtoni lány volt, és a gyilkos aláírásaként felfogható bizonyíték jelezheti, hogy a tettes Twin Peaksben lakik.
Laura naplója és videofilmje az sugallja a nyomozóknak, hogy a lány kettős életet élt. Csalta a barátját, a focicsapat-kapitány Bobby Briggset a motoros James Hurley-vel, valamint prostitúciót űzött a kamionos Leo Johnson és a drogdíler Jacques Renault segítségével. Laura továbbá kokainfüggő volt, a droghoz jutás érdekében Bobbyt Jacques-kal való üzletelésre kényszerítette.
Laura apja, az ügyvédként dolgozó Leland Palmer idegösszeomlástól szenved. A lány legjobb barátja, Donna Hayward párkapcsolatot kezd Jamesszel. Laura unokatestvérével, Maddy Fergusonnal szövetkezve kiderítik, hogy Laura pszichiátere, Dr. Lawrence Jacobynak rögeszméje volt Laura, azonban az orvos ártatlannak bizonyul a gyilkosságban.
A hoteltulajdonos Ben Horne, aki Twin Peaks leggazdagabb embere, a város fűrészmalmának tönkretételét tervezi a tulajdonos Josie Packarddel együtt. Horne Josie sógornőjét, Catherine Martellt (aki a férfi szeretője) is eltenné láb alól, s ezek következtében sikerülne a földet csökkentett áron megvásárolni, és egy Ghostwood név alatt futó fejlesztési projektbe kezdeni. Horne öntörvényű és szeszélyes lánya, Audrey Horne Cooper megszállottja lesz, és annak érdekében, hogy az ügynök beleszeressen, saját maga is kémkedni és nyomozni kezd.
Coopert egy szokatlan álmában megkörnyékezi egy másvilági, félkarú férfi, aki önmagát Mike-ként azonosítja. Mike elmagyarázza, hogy Laura gyilkosa egy hozzá hasonló lény, Bob, aki egy vad, farmerruhás, hosszú ősz hajú férfi. Cooper 25 évvel későbbi önmagát találja egy szobában egy Laurára hasonlító lánnyal és egy vörös öltönyös törpével, aki beszédbe elegyedik Cooperrel, azonban szavai zavarosak. Másnap reggel Cooper elmondja Truman seriffnek, ha képes megfejteni az álmot, akkor tudni fogja, ki Laura gyilkosa.
Cooper és a seriffhivatal rátalál a félkarú férfire az álomból, aki egy házaló cipőárus, Phillip Gerard. Gerard ismer egy Bobot, aki állatorvosként kezeli Renault háziállatként tartott madarát. Cooper ezeket az eseményeket úgy értelmezi, hogy Jacques Renault a gyilkos, és Truman segítségével nyomon követi Renault-t a Félszemű Jackbe, ami egy Ben Horne tulajdonában álló bordélyház a kanadai határon túl. Az FBI-ügynök visszacsalja Jacques Renault-t az Egyesült Államok területére, hogy letartóztassa, azonban menekülés közben lelövik, és így kórházba kerül.
Leland, miután megtudja, hogy Renault-t letartóztatták, megfojtja a férfit a kórházban. Ugyanazon az estén Horne azt az utasítást adja Leónak, hogy gyújtsa fel a fűrészmalmot, ahol Catherine-t csapdába ejtette, és annak érdekében, hogy a férfi tartsa a száját, Hank Jannings lelövi. Cooper Jacques letartóztatását követően visszatér a hotelszobájába, ahol egy álarcos lelövi.

### Második évad

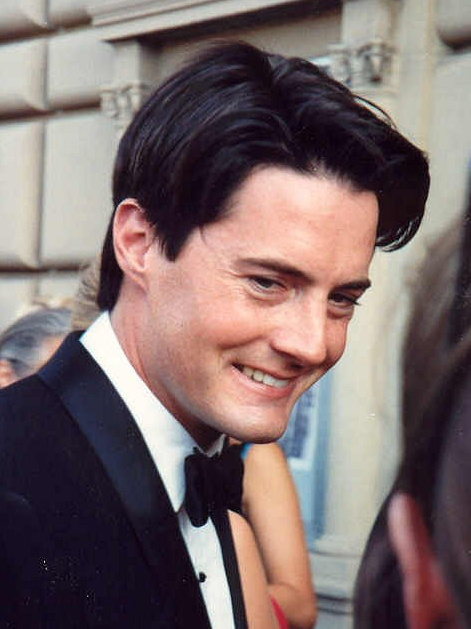
Laura gyilkosának leleplezése után Dale Cooper további nyomozást folytat Twin Peaksben. A képen Kyle MacLachlan látható az 1991-es Emmy-díj-átadó gálán.

Miközben a sebesült Cooper a szobájában fekszik, egy óriás jelenik meg, és három nyomot sugall neki: „Egy férfi fekszik egy mosolygó zsákban”, „a baglyok nem azok, amiknek látszanak” és „nem kell a szer, anélkül is rámutat”. Elkéri Cooper gyűrűjét, és azt ígéri, az ügynök visszakapja, amint megfejti a sugallatok jelentését.
Leo Johnson túléli a lövést, azonban agykárosult lesz. Catherine Martell eltűnik, feltehetőleg elhunyt a felgyulladt fűrészmalomban. Leland Palmer, aki egyetlen éjszaka alatt megőszült, visszatér dolgozni, azonban a viselkedése kiszámíthatatlan. Cooper ráeszmél, hogy a férfi a mosolygó zsákban nem más, mint Jacques Renault a hullazsákban.
Kiderül, hogy Mike lakja Phillip Gerard testét, azonban a lény kiteljesedését megakadályozza egy szkizofrénia elleni szer. Mike felfedi, hogy Bobbal együtt korábban szövetkezve embereket öltek, és hogy egy Twin Peaks-i polgár testében Bob lakozik. Cooper és a seriffhivatal Mike segítségével, aki a gyógyszer nélkül átveszi Gerard teste felett az uralmat, igyekszik rátalálni Bobra. Az óriás harmadik sugallata erre vonatkozik.
Donna elbűvöl egy agorafóbiás orchideakedvelő kertészt, Harold Smitht, akiben Laura megbízott, és a lány titkos naplóját őrzi. Miután Harry ráeszmél, hogy Donna Maddy segítségével a naplót akarta ellopni tőle, elkeseredettségében felakasztja magát. Cooper és a seriffhivatal lefoglalja Laura titkos naplóját, és rájönnek, hogy Bob az apja egy barátja, aki szexuálisan molesztálta a lányt gyerekkora óta, aki, hogy ezzel a ténnyel megbirkózzon, kábítószerhez nyúlt. Cooper és a seriff azt feltételezi, hogy Ben Horne a gyilkos, azonban a néző rádöbben, hogy Bob valójában Leland Palmer testét birtokolja, miközben brutálisan meggyilkolja Maddyt.
Cooper kételkedni kezd Horne vétségében, így összegyűjti az összes gyanúsítottat annak reményében, hogy kap egy jelet, ami felfedi a gyilkost. Az óriás megjelenik, megerősíti, hogy Lelandben lakozik Bob, aki Laura és Maddy gyilkosa, és visszaadja Coopernek a gyűrűjét. Cooper és Truman letartóztatja Lelandet, akinek a testét uralva Bob beismer egy gyilkosságsorozatot, majd Lelandet öngyilkosságra kényszeríti. Leland haldoklás közben megszabadul Bob befolyásától, és feloldozásért és megbocsátásért könyörög, közben Bob szelleme eltűnik az erdőben bagoly formájában.
Cooper készülne elhagyni Twin Peaks városát, azonban meggyanúsítják drogkereskedelemmel, és felfüggesztik az FBI-nál. Jean Renault Coopert tartja felelősnek a testvérei haláláért, azonban ő is életét veszti egy lövöldözésben, és Coopert felmentik a vádak alól.
Cooper korábbi mentora és társa az FBI-nál, Windom Earle megszökik az elmebetegek számára fenntartott fogdából, és Twin Peaksbe érkezik. Cooper korábban viszonyt folytatott Earle feleségével, Caroline-nal, miközben a védelmezője volt a nőnek egy szövetségi bűntény tanújaként. Emiatt Earle meggyilkolta Caroline-t, és megsebesítette Coopert. Most az ügynököt kihívja egy bizarr sakkjátszmába, aminek keretében Earle minden egyes sakkbábuleütésnél megöl egy embert.
Bob eredete és holléte után nyomozva Garland Briggs őrnagy ismerteti Cooperrel a Fehér- és a Fekete-barlang létezését, mely két dimenzión túli birodalom bejárata valahol Twin Peaks erdeiben található.
Catherine visszatér a városba álruhában, ugyanis túlélte a malom felgyújtását, és Ben Horne-t ráveszi, hogy írja a nevére a Ghostwood fejlesztési projektet. Kiderül, Andrew Packard, Josie özvegye is életben van, és lehull a lepel arról is, ki lőtte le Dale Coopert. Andrew kényszeríti Josie-t, hogy szembenézzen hongkongi üzleti riválisával és fogva tartójával, a hírhedt Thomas Eckhardttal. Josie megöli Eckhardtot, de rejtélyes okok miatt meghal, amikor Truman és Cooper letartóztatnák.
Cooper szerelembe esik a városba visszatérő Annie Blackburnnel. Earle megszakítja a sakkjátszmát, és elfogja az agykárosult Leo Johnsont, aki a csatlósaként szolgálja ki. Mikor Annie megnyeri a Miss Twin Peaks szépségversenyt, Earle elrabolja, és a Fekete–barlangba viszi, amely által szolgáltatott hatalmat birtokolni kívánja. Több nyomon keresztül Cooper is megtalálta a Fekete–barlang bejáratát, amelyről kiderül, hogy a furcsa, vörös függönyös szoba az álmából. Üdvözli őt a törpe, az óriás és Laura Palmer, akik egyesével kódolt üzenetet adnak Coopernek. Annie-t és Earle-t keresve Cooper számos ember gonosz alteregójával találkozik, beleértve Maddy Fergusont és Leland Palmert. Cooper megtalálja Earle-t, aki a lelkét követeli Annie életéért cserébe. Cooper beleegyezik, azonban Bob felbukkan, visszafordítja az eseményeket, elrabolja Earle lelkét, majd Coopert a saját hasonmása üldözi keresztül a barlangon.
A barlangon kívül Andrew Packard, Pete Martell és Audrey Horne egy banki robbantás áldozatai lesznek, ezt a csapdát a már halott Eckhardt állította.
Cooper és Annie megsebesülve újra feltűnnek az erdőben. Annie-t kataton állapotban kórházba viszik, ahol egy nővér ellopja az ujjáról a Bagoly-barlang gyűrűjét, míg Cooper magához tér a Great Northern Hotelben lévő szobájában. A fürdőszobába belépve fogat kezd mosni, egyszercsak belefejel a tükörbe, és mániákus röhögés közben a néző számára kiderül, hogy a valódi Cooper a Fekete-barlangban ragadt, az alteregóját megszállt Bob meg kijutott onnan.

### Harmadik évad
Miután Dale Cooper különleges FBI-ügynök 1989 márciusában csapdába esett a Fekete–barlangban, több mint 25 évvel később, 2016-ban végre sikerül kiszabadulnia onnan, azonban útját számos természetfeletti bonyodalom nehezíti meg, mielőtt a valóságba jutna. Eközben a gyilkos Bob által megszállt alteregója, Mr. C a való világban szabad ámokfutása mellett tervet állít fel, amivel megakadályozza, hogy saját maga visszakerüljön a barlangba.
A Twin Peaks Seriffhivatal tagjai Margaret Lanterman, a tuskóhölgy által sugallt nyomok alapján előveszik a 25 éve meggyilkolt Laura Palmer ügyét. Számos dél-dakotai esemény, köztük egy helyi könyvtáros brutális meggyilkolása és egy ismeretlen férfi rejtélyes holtteste felkelti az FBI igazgatóhelyettesének, Gordon Cole-nak és kollégáinak a figyelmét.
2016. szeptember 25-én délután 2:53-kor (MST, UTC–07:00) Mr. C autóbalesetet szenved, mivel vonakodik visszatérni a barlangba, majd egy dél-dakotai szövetségi börtönbe kerül, miután tévesen az évek óta eltűnt Dale Cooper különleges ügynökként azonosítják. Eközben Las Vegasban Dougie Jones, Cooper Mr. C által létrehozott hasonmása rosszul lesz, a Fekete-barlangba kerül, ahol megsemmisül. Helyére Dale Cooper kerül, akit mindenki Dougie-nak hisz, de katatón állapota miatt nem képes tisztázni a helyzetet.
2016. szeptember 27-én Gordon Cole, Albert Rosenfield és Tamara Preston ügynökök meglátogatják az előkerült Coopert, azonban úgy érzik, valami nem stimmel vele. Másnap felveszik a kapcsolatot az ügynök korábbi asszisztensével, Diane Evansszel, aki vonakodva beleegyezik, hogy megállapítsa, vajon a börtönben ülő férfi ugyanaz-e, akit ők korábban ismertek. Eközben a második gyilkossági kísérlet is meghiúsul a Dougie-ként ismert Cooper ellen, és a gyilkost letartóztatják.
2016. szeptember 29-én Cole, Rosenfield és Preston meglátogatják a Buckhornban talált titokzatos fejetlen holttestet, akit Garland Briggs őrnagyként azonosítanak, viszont a holttest egy negyvenes éveiben járó férfié, míg az őrnagy életkora 70-en felül lenne, és a hatóságok tudomása szerint korábban elhunyt egy tűzesetben. Tammy Preston ügynök kihallgatja a gyilkosság gyanúsítottját, a köztiszteletben álló William Hastings iskolaigazgatót. Eközben Twin Peaksben Frank Truman seriff, Sólyom és Bobby Briggs meglátogatja az utóbbi édesanyját, Bettyt, aki egy fémkapszulát ad át nekik, és megemlíti, hogy az őrnagy megjósolta ezt a látogatást.
2016. szeptember 30-án az FBI-ügynökök Dave Macklay nyomozó és William Hastings társaságában ellátogatnak az utóbbi által említett helyszínre. Itt rátalálnak Ruth Davenport, a helyi könyvtáros fej nélküli holttestére. Cole majdnem egy másik dimenzióba kerül, valamint Hastings koponyája rejtélyesen szétrobban. Este az FBI-ügynökök gyűlést tartanak, amibe Diane-t is bevonják, aki Ruth Davenport holttestén talált koordinátákra rákeres a telefonján, így megtudja, hogy azok Twin Peaksbe vezetnek. Eközben Mr. C meglátogatja Phillip Jeffriest, akitől koordinátákat kap.
2016. október 1-jén Truman seriff tájékoztatja Gordon Cole-t a lapokról, amiket Laura Palmer titkos naplójából téptek ki, és rejtettek el. Diane mesél Las Vegasban élő testvéréről, Janey-E Jonesról és a férjéről, Douglas Jonesról, akit Cole felkerestet, majd az ügynök mesél álmáról, amiben Monica Bellucci emlékeztette Phillip Jeffries 1989-es újrafeltűnésére. Eközben Truman seriff helyetteseivel, Sólyommal, Bobby Briggsszel és Andy Brennannel meglátogatják a fémkapszula által írt helyszínt, ahol egy meztelen, szem nélküli nőt találnak, és Brennan azt a sugallatot kapja, hogy a nőt biztonságos helyre kell vinniük, mert valaki holtan akarja látni. Este, miközben Dale Cooper az Alkony sugárút című filmet nézi, meghallja Gordon Cole nevét, ami arra készteti, hogy önmagát elektromos árammal károsítva villáját a konnektorba dugja, melynek következtében kómába kerül.
2016. október 2-án hajnalban Mr. C megérkezik a helyre, ahova Ray Monroe és Phillip Jeffries által adott koordináták vezettek, de az csapdának bizonyul, így Twin Peaksbe tart. Dale Cooper felébred a kómából, és a Mitchum-fivérek segítségével elindul Twin Peaksbe. Eközben Diane a Mr. C-től kapott üzenet miatt elmeséli az FBI-ügynököknek, mi történt, amikor Cooper évekkel ezelőtt meglátogatta, majd előránt egy revolvert, azonban Albert Rosenfield és Tammy Preston hamararabb cselekednek. Diane a lövés hatására elmenekül, majd az ügynökök is Twin Peaksbe veszik az irányt. Miután Mr. C megérkezett Twin Peaksbe, Andy, mivel Cooper ügynöknek hiszi, beinvitálja a seriffhivatalba, azonban a seriffet értesíti a valódi Dale Cooper, hogy pár perc múlva érkezik. Mr. C-t lövés éri, mikor éppen lelőné Truman seriffet a gyanakvást érzékelve, azonban ennek hatására favágók seregei jelennek meg, akik Bob szellemét emelik ki a mellkasából. A BOB-ot tartalmazó gömb megtámadja Coopert, azonban Freddie Sykes a kesztyűjével szétzúzza. Az FBI-ügynököktől kezdve a seriffhivatalban dolgozókon át a Mitchum-fivérekig mindenki felbukkan a helyszínen a szem nélküli lányt, Naidót is beleértve, aki hamarosan felfedheti valódi kilétét, Diane-t.
Cooper, Cole és Diane elindulnak a Great Northern Hotel pincéjében lévő ajtóhoz, amit Cooper az 1989-es hotelszobakulcsával kinyit, amin egyedül belép. Mike iránymutatása után Phillip Jeffrieshez érkezik, akit arra kér, hogy juttassa őt vissza 1989. február 23-ra. Jeffries megjegyzi, hogy ott fogja megtalálni Judyt.
Cooper 1989. február 23-án 21:00 után megjelenik az erdőben a Sparkwoodi út közelében. Laura ekkor kiszökik a házból, és találkozik James Hurley-vel. Igyekszik megérteni a lány kétségbeesését, azonban Laura sértegeti és szakít vele, majd követeli, hogy vigye haza. Közben Laura meglátja Coopert, és James számára érthetetlen okból felsikít. A Sparkwoodi és a 21-es út kereszteződésénél a lány leugrik a motorról, majd az erdőbe rohan, hogy találkozzon Ronette Pulaskival, Jacques Renault-val és Leo Johnsonnal. Laura azonban nem vesz részt az orgiában, mert útközben Cooper megállítja. Az időutazó ügynök azt mondja a lánynak, „hazamegyünk”, így ezzel megakadályozza a halálát, azonban Laura vérfagyasztó sikítás után eltűnik. Másnap Pete Martell horgászni megy, azonban nem talál holttestet.
Dale Cooper kijut a Fekete–barlangból, aminek a kijáratánál Diane vár rá. Pontosan 430 mérföldet utaznak, ahol átkelnek egy átjárón. Cooper Diane nélkül Odessába veszi az irányt, hogy felkeressen egy pincérnőt, Carrie Page-et. Cooper Carrie-vel együtt Twin Peaksbe utazik, és megérkeznek a Palmer-ház elé, azonban a nő nem ismeri fel. Váratlanul egy idegen nő nyit ajtót, aki Alice Tremondként mutatkozik be, és állítása szerint a házat egy bizonyos Mrs. Chalfonttól vásárolta. Cooper meghökkenten távozik a háztól, majd megkérdezi: „Milyen évet írunk?”
Carrie a ház felé fordul, és Sarah Palmert hallja Laura nevét kiáltani. Vérfagyasztó sikításba kezd, végül a korábbi Palmer-házban kialszanak a fények.

## Szereplők
| Szerep                              | Színész                     | Magyar hang                             |
| ----------------------------------- | --------------------------- | --------------------------------------- |
| Dale Cooper                         | Kyle MacLachlan             | Szakácsi Sándor Seress Zoltán (3. évad) |
| Harry S. Truman                     | Michael Ontkean             | Rátóti Zoltán                           |
| Donna Marie Hayward                 | Lara Flynn Boyle            | Hegyi Barbara                           |
| Bobby Briggs                        | Dana Ashbrook               | Lippai László                           |
| Audrey Horne                        | Sherilyn Fenn               | Kiss Erika                              |
| Benjamin Horne                      | Richard Beymer              | Szokolay Ottó                           |
| Shelly Johnson                      | Mädchen Amick               | Kökényessy Ági                          |
| Jocelyn "Josie" Packard             | Joan Chen                   | Tóth Enikő                              |
| Catherine Packard Martell           | Piper Laurie                | Drahota Andrea                          |
| Laura Palmer / Madeleine Ferguson   | Sheryl Lee                  | Csellár Réka                            |
| Leland Palmer                       | Ray Wise                    | Szersén Gyula                           |
| Bob                                 | Frank Silva                 | Imre István                             |
| Margaret Lanterman "Tuskó Lady"     | Catherine E. Coulson        | Magda Gabi                              |
| James Hurley                        | James Marshall              | Kerekes József                          |
| Annie Blackburn                     | Heather Graham              | Für Anikó                               |
| Gordon Cole, FBI területi igazgató  | David Lynch                 | Reviczky Gábor                          |
| Dennis Bryson, ügynök               | David Duchovny              | Hirtling István                         |
| John Justice Wheeler                | Billy Zane                  | Kautzky Armand                          |
| Windom Earl                         | Kenneth Welsh               | Tordy Géza                              |
| Big Ed Hurley                       | Everett McGill              | Hegedűs D. Géza                         |
| Pete Martell                        | Jack Nance                  | Dobránszky Zoltán                       |
| Dr. William Hayward                 | Warren Frost                | Fülöp Zsigmond                          |
| Lucy Moran                          | Kimmy Robertson             | Dudás Eszter                            |
| Nadine Hurley                       | Wendy Robie                 | Rák Kati                                |
| Norma Jennings                      | Peggy Lipton                | Prókai Annamária                        |
| Leo Johnson                         | Eric Da Re                  | Szabó Sipos Barnabás                    |
| Sarah Palmer                        | Grace Zabriskie             | Bánsági Ildikó                          |
| Dr. Lawrence Jacoby                 | Russ Tamblyn                | Helyey László                           |
| Andy Brennan, seriff-helyettes      | Harry Goaz                  | Felföldi László                         |
| Garland Briggs                      | Don S. Davis                | Pathó István                            |
| Tommy "Hawk" Hill, seriff-helyettes | Michael Horse               | Sörös Sándor                            |
| Mike Nelson                         | Garrison (Gary) Hershberger | Lux Ádám                                |
| Eileen Hayward                      | Mary Jo Deschanel           | Pásztor Erzsi                           |
| Albert Rosenfeld                    | Miguel Ferrer               | Gruber Hugó                             |
| Jerry Horne                         | David Patrick Kelly         | Botár Endre                             |
| Hank Jennings                       | Chris Mulkey                | Csernák János                           |
| Mike/félkarú férfi                  | Al Strobel                  | Sinkovits-Vitay András                  |

## Mellékágak
Az eredeti Twin Peaks sorozat számos folytatást, mellékágat (spin-off), portékát szült.
- Laura Palmer titkos naplója (1990): az egyik alkotó lánya, Jennifer Lynch által írt regény Laura szemszögéből. Laura 12. születésnapján kezdődik, a cselekmény végigvezet a lány haláláig. Megismerkedhetünk, Laura hogyan élte át a kamaszok aggodalmait, mint az első havi vérzése, az első csókja, a szüleivel való kapcsolata, ezek mellett leírja a molesztálását, a promiszkuitását és a kokainfüggőségét is. A regény sejteti, ki Laura gyilkosa, azonban nem nevezi meg, ami az érdeklődést igyekezett fenntartani az eredeti sorozat két évada között. Fontos megjegyezni, hogy a regényíró a televíziós sorozattal ellentétben Laura halálának évét tévesen 1990-re teszi, azonban a sorozat 1989-ben játszódik. Magyarországon először 1991-ben „Ki ölte meg Laura Palmert?” címmel jelent meg a Fabula gondozásában, majd 2017-ben újra kiadta a Bluemoon Könyvek.
- "Diane..." – The Twin Peaks Tapes of Agent Cooper (1990): egy kétoldali kazetta Diane-nek címezve, melyen Cooper ügynök üzenetei találhatók az első évadból és a második évad első részéből. Kyle MacLachlant a munkájáért Grammy-díjra jelölték. Magyarországon nem jelent meg.
- Dale Cooper naplója (1991): a másik alkotó testvére, Scott Frost által írt regény, amely Dale Cooper a diktafonjába mondott szövegek átiratait tartalmazza gyerekkorától kezdve a Laura Palmer-üggyel való megbízásáig. Fontos megjegyezni, hogy számos esemény nem egyezik a franchise többi elemével, többek között a Teresa Banks-gyilkosság, ugyanis a regény előbb íródott, mint a film, amiben Kyle MacLachlan kisebb jelenlétet vállalt a tervezettnél. Magyarországon először 1992-ben jelent meg a Fabula gondozásában, majd 2017-ben újra kiadta a Bluemoon Könyvek.
- Twin Peaks: Access Guide to the Town (1991): egy útikalauz formájában megírt könyv, mely Twin Peaks történetét és látnivalóit mutatja be. Magyarországon nem jelent meg.
- Twin Peaks – Tűz, jöjj velem! (1992): Teresa Banks meggyilkolása utáni nyomozást és Laura Palmer utolsó hét napját bemutató előzményfilm David Lynchtől.
- Twin Peaks – The Missing Pieces (2014): közel 90 perces összeállítás a Twin Peaks – Tűz, jöjj velem! c. mozifilm kimaradt jeleneteiből, mely a sorozat és a film közös kiadásán jelent meg.
- Twin Peaks titkos története (2016): egy dosszié formájában megírt regény Mark Frosttól, melyben egy ismeretlen archivista által összegyűjtött dokumentumokat olvashatunk Twin Peaks városáról és annak lakóiról, főképp Douglas Milfordról, aki a város iszákosa volt, amíg nem csatlakozott a légierőhöz, ahol különböző UFO-észlelések után nyomozott. Számos szereplő hátteréről többet tudhatunk meg, például azt, milyen módon van köze Norma Jenningsnek Annie Blackburnhöz. Magyarországon az Athenaeum Kiadó gondozásában jelent meg.
- Twin Peaks (2017): az eredeti sorozat folytatása, a történetben 25 év telt, és Cooper ügynök Odüsszeia-szerű kalandozását mutatja be, melynek célja, hogy visszajusson Twin Peaksbe.
- Twin Peaks – Az utolsó dosszié (2017): szintén egy dosszié formájában megírt regény Mark Frosttól, amiben Tamara Preston ügynök rendszerezi a 2016-os év eseményeit, és bemutatja, mi történt Twin Peaks lakosaival az elmúlt 25 évben. Magyarországon az Athenaeum Kiadó gondozásában jelent meg.

Egyéb kötetek:
- Twin Peaks – A színfalak mögött (1991): Mark A. Altman szerkesztésében megjelent, interjúkat és háttérinformációkat tartalmazó nem hivatalos könyv. Magyarországon 2016-ban jelent meg a JCS Média Kft. gondozásában.

## Díjak és jelölések
Golden Globe-díj (1991)
- díj: legjobb televíziós sorozat – drámai kategória
- díj: legjobb televíziós sorozat – drámai kategória – legjobb színész (Kyle MacLachlan)
- díj: legjobb televíziós sorozat – musical és vígjáték (Piper Laurie)
- díj: legjobb televíziós minisorozat vagy tévéfilm

Emmy-díj
- 1990
  - jelölés: legjobb eredeti filmzene (Angelo Badalamenti, David Lynch)
  - jelölés: legjobb forgatókönyv (Harley Peyton)
  - jelölés: legjobb televíziós sorozat – drámai kategória – legjobb színésznő (Piper Laurie)
  - jelölés: legjobb televíziós minisorozat vagy tévéfilm
- 1991
  - jelölés: legjobb televíziós sorozat – drámai kategória – legjobb színész (Kyle MacLachlan)
  - jelölés: legjobb televíziós sorozat – drámai kategória – legjobb színésznő (Piper Laurie)

Grammy-díj (1991)
- jelölés: legjobb filmzene (Angelo Badalamenti)

## Érdekesség
- Pete a 2. széria 15. részében megemlíti, hogy a mosodáslány Budapestről jött és nem tud angolul. Pete próbál neki segíteni beilleszkedni, viszont Pete csak annyit tud a magyarokról, hogy sok a paprika és van gulyás.[1]
- Frank Silva eredetileg díszletmunkásként dolgozott a sorozatban, majd miután bent ragadt egy jelenetben Lynch-nek annyira megtetszett a karaktere, hogy beleírta a sorozatba, így lett ő Bob.

## Magyar nyelvű kötetek
- Ki ölte meg Laura Palmert? Twin Peaks titka, ahogyan Jennifer Lynch látta; ford. Hanusovszky Judit, Szántó Péter; Fabula, Bp., 1991
- Dale Cooper naplója. Twin Peaks. Ahogyan Scott Frost hallotta; ford. Tótisz András; Fabula, Bp., 1992
- Mark Frostː Twin Peaks titkos története; ford. Veres Mátyás; Athenaeum, Bp., 2016
- Twin Peaks. A színfalak mögött; szerk. Mark A. Altman, ford. Jolesz Dávid; Vintage Media, Bp., 2016
- Mark Frostː Twin Peaks. Az utolsó dosszié; Athenaeum, Bp., 2017
- Jennifer Lynchː Laura Palmer titkos naplója. Twin Peaks; ford. Szántó Péter; Bluemoon, Bp., 2017
- Scott Frostː Dale Cooper naplója. Twin Peaks; ford. Tótisz András; Bluemoon, Bp., 2017